# Mohanpur
Mohanpur là một thị xã và là một nagar panchayat của quận Etah thuộc bang Uttar Pradesh, Ấn Độ.

## Địa lý
Mohanpur có vị trí 28°16′B 80°15′Đ / 28,27°B 80,25°Đ Nó có độ cao trung bình là 164 mét (538 feet).

## Nhân khẩu
Theo điều tra dân số năm 2001 của Ấn Độ, Mohanpur có dân số 5299 người. Phái nam chiếm 54% tổng số dân và phái nữ chiếm 46%. Mohanpur có tỷ lệ 48% biết đọc biết viết, thấp hơn tỷ lệ trung bình toàn quốc là 59,5%: tỷ lệ cho phái nam là 57%, và tỷ lệ cho phái nữ là 37%. Tại Mohanpur, 20% dân số nhỏ hơn 6 tuổi.